# Resolució 189 del Consell de Seguretat de les Nacions Unides
La Resolució 189 del Consell de Seguretat de les Nacions Unides, aprovada per unanimitat el 4 de juny de 1964, va lamentar un incident provocat per la penetració d'unitats de la República del Vietnam a Cambodja i va demanar una compensació per als cambodjans. La resolució va demanar llavors que tots els Estats i les autoritats reconeguessin i respectessin la neutralitat i la integritat territorial de Cambodja, decidint enviar 3 dels seus membres als llocs on s'havien reportat els incidents més recents en 45 dies amb suggeriments.
Cambodja s'havia queixat prèviament d'agressions i intrusions de tropes de Vietnam del Sud i de les tropes dels Estats Units al seu territori. El 24 de juliol de 1964 la missió enviada pel Consell va informar que la situació a la frontera roman tibant i encara no s'havia trobat una solució.